# 미우라 바이엔

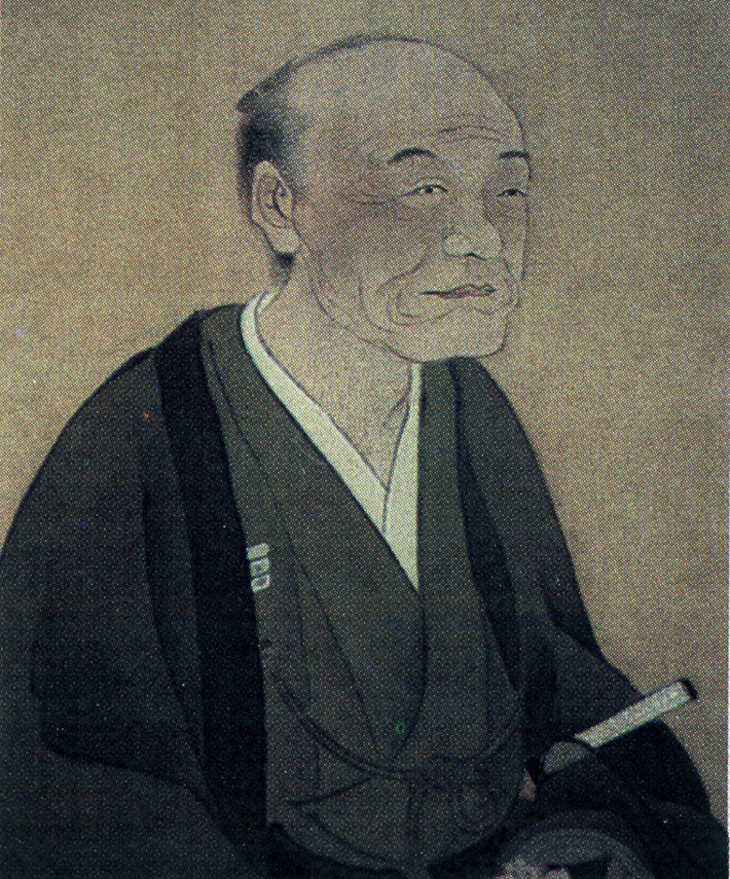

미우라 바이엔(일본어: 三浦 梅圓: 1723년 9월 1일(교호 8년 8월 2일)-1789년 4월 9일(간세이 원년 3월 14일))은 일본 에도 시대의 자연철학자, 의원이다. 분고국(오늘날의 오이타현 구니사키시) 출신. 휘는 미우라 스스무(일본어: 三浦 晋).
난학과 유학을 융합한 조리학이라는 독자 학문체계를 고안했다. 주요 저서로 『현어』, 『췌어』(贅語), 『감어』(敢語)가 있으며, 이 세 저서는 바이엔 본인에 의해 「바이엔 삼어」(梅園三語)라고 명명되었다. 이 삼어가 바이엔 사상의 골격을 이룬다. 이 중 『췌어』와 『감어』는 완성했지만 『현어』는 37년간의 집필에 불구 완성하지 못했다. 바이엔 삼어 외의 저서로는 시학개론인 『시철』(詩轍), 경세론인 『가원』(価原), 의술서인 『신생여담』(身生餘譚), 『조물여담』(造物餘譚)이 있다. 독서록인 『포자수기』(浦子手記)는 도가의 『회남자』, 『장자』, 『열자』를 비롯해 주자학, 불교, 서양 천문학서 『천경혹문』(天経或問)에 이르기까지 수많은 책이 수록되어 있다. 바이엔의 사상은 이런 두터운 교양 위에 성립한 것으로 보인다. 인격적으로는 4세기 사람 한강백, 5세기 사람 도홍경을 존경했다고 한다.
바이엔은 생에 세 차례 여행을 한 것 이외에는 고향 구니사키 반도를 벗어나지 않고 생애를 마쳤다. 여러 번주들이 초빙했지만 모두 거절했다.

## 참고 자료
- 『三浦梅園自然哲学論集』岩波文庫 1998